# Astroblepus cacharas
Astroblepus cacharas is een straalvinnige vissensoort uit de familie van de klimmeervallen (Astroblepidae). De wetenschappelijke naam van de soort is voor het eerst geldig gepubliceerd in 2011 door Ardila Rodríguez.